# The Howard Stern Show
The Howard Stern Show est une émission de radio américaine créée en 1979 et animée depuis son origine par Howard Stern. Elle est diffusée par voie hertzienne, sur le territoire américain et canadien, jusqu'en 2005, puis quitte le terrestre pour le satellite avec abonnement à partir de 2006.
Émission matinale, l'émission gagne en popularité à partir de 1986, date à partir de laquelle elle commence à être diffusée nationalement selon le principe dit de « syndication », jusqu'à devenir un véritable phénomène médiatique. Son audience atteint, à son apogée, les 20 millions d'auditeurs, le programme s'imposant entre 1994 et 2001, sur New York et son agglomération, comme la matinale la plus écoutée, toutes radios confondues.
Émission polémique et s'inscrivant à de nombreuses reprises dans le registre du vulgaire, de l'irrévérencieux voire de l'obscène, on estime à 4,5 millions de dollars la somme des amendes infligées par la FFC, l'autorité américaine de régulation de l'audiovisuel, aux réseaux de radiodiffusion distribuant l'émission à leurs stations.